# Base antarctique Mizuho
Pour les articles homonymes, voir Mizuho.
La base Mizuho (みずほ基地, Mizuho Kichi) est une station de recherche japonaise en Antarctique située sur le plateau Mizuho en terre de la Reine-Maud.
Désormais close, elle était active de 1970 à 1987.

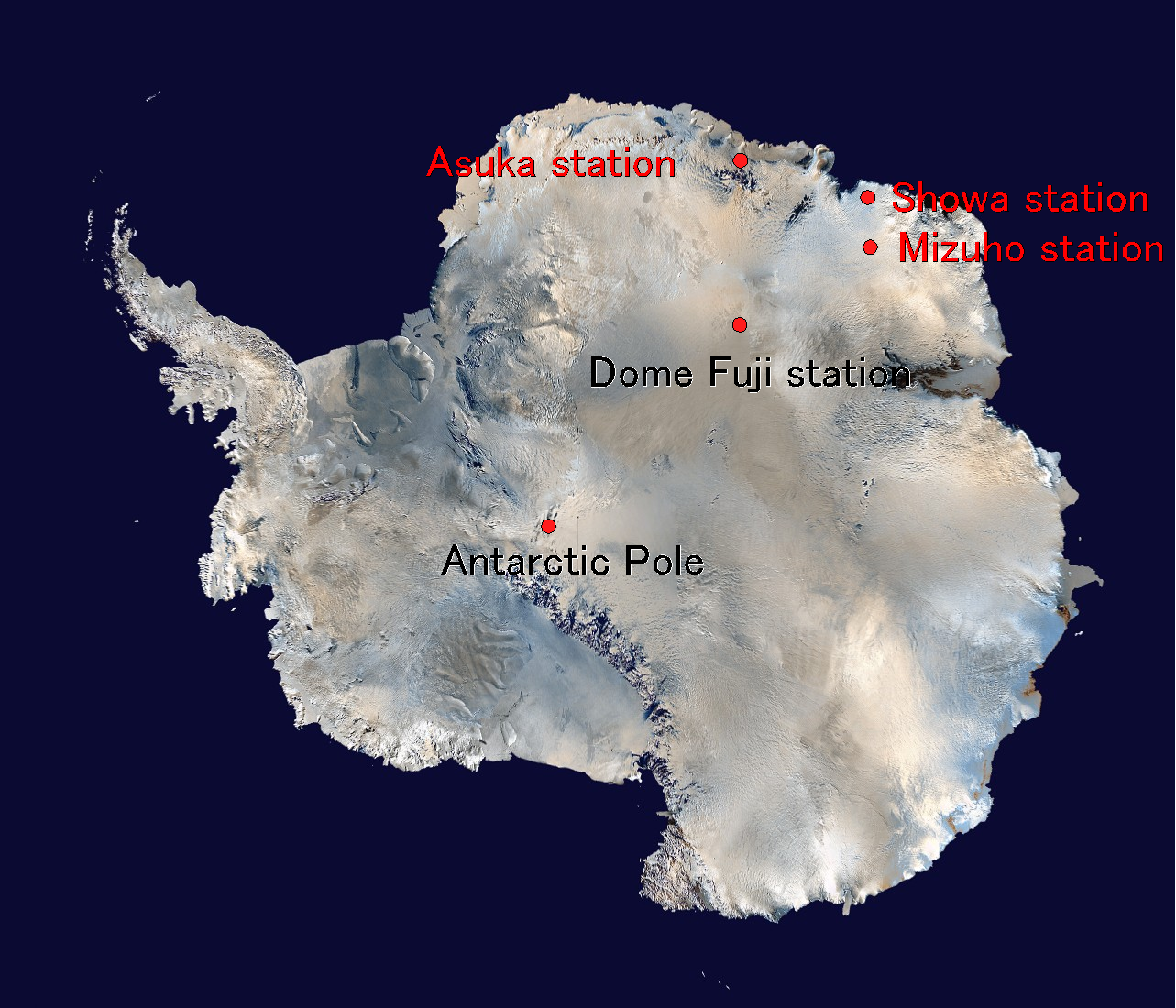
Carte de l'Antarctique avec les implantations japonaises.